# G7-Gipfel in Hiroshima 2023

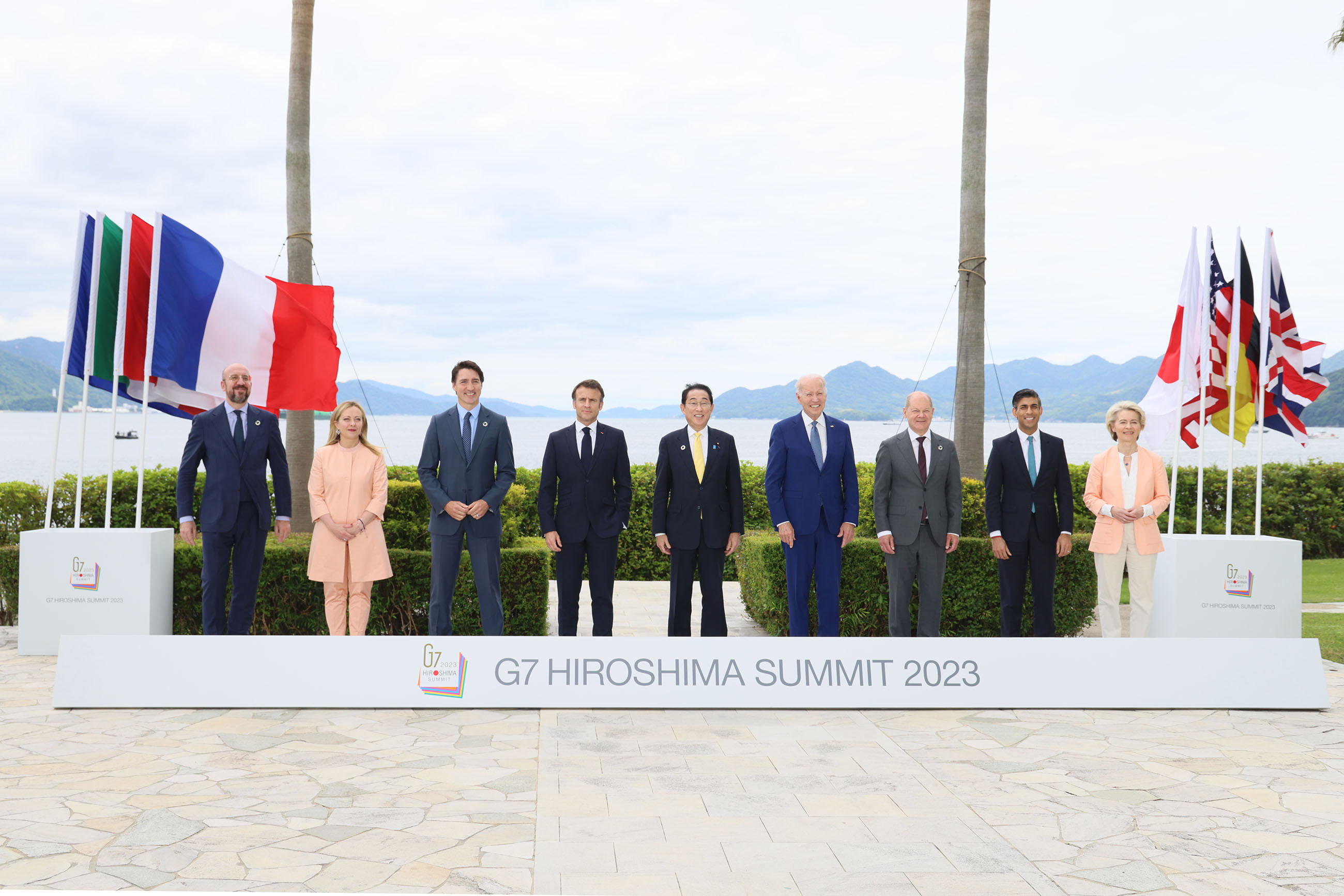
Gruppenfoto vom 20. Mai 2023

Der G7-Gipfel in Hiroshima 2023 war das 49. Treffen der Gruppe der Sieben vom 19. bis 21. Mai 2023 in Hiroshima. Es fanden neun Arbeitssitzungen statt.

## Ortswahl
Mit dem Veranstaltungsort Hiroshima wurde ein Ort mit Symbolkraft von Gastgeberland ausgewählt. Die Stadt wurde im Jahr 1945 durch eine Atombombe zerstört. Japan will damit ein politisches Signal gegen den Einsatz von Atomwaffen setzen.

## Themen
Die wichtigsten Themen, die in auf dem Treffen behandelt wurden, waren:
- Russlands Angriffskrieg gegen die Ukraine
- nukleare Abrüstung und Nichtverbreitung
- Weltwirtschaft, Finanzen und nachhaltige Entwicklung
- Klimawandel, Energie und Umwelt
- Ernährungssicherheit und Gesundheit
- Zusammenarbeit mit internationalen Partnern

## Teilnehmer

### G7-Mitglieder
| Land                   | Bild | Name                 | Funktion                                |
| ---------------------- | ---- | -------------------- | --------------------------------------- |
| Deutschland            |      | Olaf Scholz          | Bundeskanzler                           |
| Frankreich             |      | Emmanuel Macron      | Staatspräsident                         |
| Italien                |      | Giorgia Meloni       | Präsidentin des Ministerrats            |
| Japan                  |      | Fumio Kishida        | Premierminister                         |
| Vereinigtes Königreich |      | Rishi Sunak          | Premierminister                         |
| Vereinigte Staaten     |      | Joe Biden            | Präsident                               |
| Europäische Union      |      | Ursula von der Leyen | Präsidentin der Europäischen Kommission |
| Europäische Union      |      | Charles Michel       | Präsident des Europäischen Rates        |

### Vertreter Internationaler Organisationen
| Organisation                  | Bild | Name                       | Funktion                     |
| ----------------------------- | ---- | -------------------------- | ---------------------------- |
| Internationale Energieagentur |      | Fatih Birol                | Exekutivdirektor             |
| Internationaler Währungsfonds |      | Kristalina Georgiewa       | geschäftsführende Direktorin |
| OECD                          |      | Mathias Cormann            | Generalsekretär              |
| Vereinte Nationen             |      | António Guterres           | Generalsekretär              |
| Weltbank                      |      | David Malpass              | Präsident                    |
| Weltgesundheitsorganisation   |      | Tedros Adhanom Ghebreyesus | Generaldirektor              |
| Welthandelsorganisation       |      | Ngozi Okonjo-Iweala        | Generaldirektorin            |

### Gäste
| Land       | Foto | Name                      | Funktion        |
| ---------- | ---- | ------------------------- | --------------- |
| Australien |      | Anthony Albanese          | Premierminister |
| Brasilien  |      | Luiz Inácio Lula da Silva | Präsident       |
| Cookinseln |      | Mark Brown                | Premierminister |
| Indien     |      | Narendra Modi             | Premierminister |
| Indonesien |      | Joko Widodo               | Präsident       |
| Komoren    |      | Azali Assoumani           | Präsident       |
| Südkorea   |      | Yoon Suk Yeol             | Präsident       |
| Ukraine    |      | Wolodymyr Selenskyj       | Präsident       |
| Vietnam    |      | Phạm Minh Chính           | Premierminister |